# NGC 4681
NGC 4681 est une galaxie spirale  située dans la constellation du Centaure. Sa vitesse par rapport au fond diffus cosmologique est de 3 589 ± 46 km/s, ce qui correspond à une distance de Hubble de 52,9 ± 3,8 Mpc (∼173 millions d'al). NGC 4681 a été découverte par l'astronome britannique John Herschel en 1836.
La classe de luminosité de NGC 4681 est I-II.

## Supernova
La supernova SN 2012hv a été découverte dans NGC 4681 le 16 décembre par Antezana, Pignata et al. dans le cadre du programme de recherche de supernovas CHASE (CHilean Automatic Supernova sEarch) de l'université du Chili. Cette supernova était de type IIP.

## Groupe de NGC 4696
Selon A.M. Garcia, NGC 4681 est un membre du groupe de NGC 4696 qui compte au moins 79 galaxies. Les autres galaxies du New General Catalogue et de l'Index Catalogue de ce groupe sont NGC 4373, NGC 4499, NGC 4507, NGC 4553, NGC 4573, NGC 4601, NGC 4650, NGC 4672, NGC 4677, NGC 4683, NGC 4696, NGC 4729, NGC 4743, NGC 4744, NGC 4767, NGC 4811, NGC 4812, NGC 4832, IC 3290 et IC 3370.
Le groupe de NGC 4696 fait partie de l'amas du Centaure, un des amas du superamas de l'Hydre-Centaure.